# 贾若瑜
贾若瑜（1915年6月20日—2016年8月13日），原名贾直，又名若愚、大鉴、镕溥，男，四川合江人，中国人民解放军将领、中国人民解放军开国少将。

## 生平
1915年6月20日（农历五月初八）出生于四川省合江县二里乡，后迁居贵州省赤水县。参加了长征。1936年4月加入中国共产党。
曾任解放军军人俱乐部主任兼军事博物馆馆长，总政治部副秘书长、代秘书长，山东省军区副司令员，军政大学副教育长，军事学院教育长、副院长、顾问。1955年，授予中国人民解放军少将。
2016年8月13日13时14分，在北京逝世。